# Gordon Adam
Gordon Johnston Adam (Carlisle, 28 marzo 1934) è un politico e ingegnere britannico.

## Biografia
Ingegnere minerario, Gordon Adam compie i suoi studi all'Università di Leeds. Nel 1959 entra nel National Coal Board, l'istituto creato nel 1946 dal governo britannico col compito di occuparsi dell'industria estrattiva per conto dello Stato. Nel 1963 si unisce al Partito laburista per il quale ricopre diverse cariche elettive a livello locale.
Nel 1979 si candida alle elezioni europee nelle quali riesce eletto. Nel 1984 è rieletto e nominato vicepresidente della commissione Energia, Ricerca e Tecnologia del Parlamento europeo. Altri incarichi da lui ricoperti sono stati: membro sostituto della commissione Bilancio, membro della commissione Pesca e di quella per le relazioni con la Russia, membro sostituto della commissione parlamentare mista UE-Lituania.

## Archivio
Il Fondo Adam Gordon, conservato presso gli Archivi storici dell'Unione europea, a Villa Salviati a Firenze, contiene documentazione dal 1980 al 1995.